# Dance Monkey
«Dance Monkey» (что можно перевести как «Танцевальная обезьяна» или «Танцуй, обезьяна» ) — песня австралийской певицы Tones and I.
Стала второй по счёту студийной записью, которую та представила на суд широкой публике. (Первой была песня «Johnny Run Away», которую Tones and I загрузила на triple j [triplejunearthed.com] в феврале 2019 года.)
Позднее трек вошёл в её дебютный мини-альбом The Kids Are Coming, увидевший свет в конце августа.
Песня быстро попала в чарты многих стран мира, а в октябре добралась и до США, появившись в «Горячей сотне» американского «Билборда».
Клип был выложен на YouTube 24 июня 2019 года и ко второй половине октября собрал 75 миллионов просмотров. По данным на октябрь 2024 года клип набрал 2 миллиарда просмотров.

## Сюжет
Песня о том, чего люди ожидают от музыкальных исполнителей.

«Я написала эту песню о том, каково быть уличным музыкантом и осознавать, насколько это заметно, что люди сейчас могут развлечься одним нажатием кнопки или [лёгким] движением пальца по экрану», — рассказывала Тонс […].
«Много раз, когда я выступала на улице, люди агрессивно требовали: „Ещё, ещё! Давай ещё раз, ещё раз, ещё раз!“ … Люди настолько привыкли к тому, что, чтобы увидеть что-то новенькое и развлечься, нужно всего-то провести пальцем по экрану, что стали намного более нетерпеливыми. Теперь на улице надо быстро переключаться [с песни на песню]. Нужно быть быстрым… [Заканчивать и] приступать к [новой].»
 — «First Spin: Tones and I backs up her breakout single with 'Dance Monkey'» — triple j
Оригинальный текст (англ.)
“I wrote this song about being a busker and realising that you can definitely tell that people are so entertained now by the click of a button or a swipe," Tones told Bridget Hustwaite on triple j Good Nights.
"There was a lot of times when I was busking there were a lot of people in your face, like ‘More, more! Go again, again, again!' ... People were so used to be able to swipe to see something different to entertain themselves that the patience had diminished. The quick changeovers were what you need to do on the street now. You have to be quick... get on with the song."

В припеве поётся:

Потанцуй для меня, потанцуй для меня, потанцуй для меня, оу-о

Я никогда раньше не видел, чтобы кто-то такое делал

Подвигайся для меня, подвигайся для меня, подвигайся для меня, э-эй

А когда ты закончишь, я заставлю тебя повторить это снова
Оригинальный текст (англ.)
Dance for me, dance for me, dance for me oh oh oh

I've never seen anybody do the things you do before

Move for me, move for me, move for me ay ay ay

And when you're done I'll make you do it all again

## Чарты
В середине ноября песня «Dance Monkey» побила рекорд по количеству недель на 1-м месте в Австралии — 16 недель против 15-ти проведённых на вершине песней «Shape of You» Эда Ширана в 2017 году.
По состоянию на 10 декабря песня находилась на 1-м месте в Австралии уже 19-ю неделю. По состоянию же на 27 сентября 2020 сингл находится в Single Top 50 67-ю неделю кряду , занимая 26-ю строчку. При этом позицию № 1 песня занимала рекордные 24 недели.
| Чарт (2019)                            | Наив. поз. |
| -------------------------------------- | ---------- |
| Аргентина (Argentina Hot 100)          | 90         |
| Австралия (ARIA)                       | 1          |
| Австрия (Ö3 Austria Top 40)            | 1          |
| Бельгия/Фландрия (Ultratop 50)         | 1          |
| Бельгия/Валлония (Ultratop 50)         | 1          |
| Болгария (PROPHON)                     | 1          |
| Канада (Canadian Hot 100)              | 1          |
| Хорватия (HRT)                         | 2          |
| СНГ (TopHit)                           | 3          |
| Чехия (Rádio — Top 100)                | 1          |
| Чехия (Singles Digitál Top 100)        | 1          |
| Дания (Tracklisten)                    | 1          |
| Эквадор (National-Report)              | 38         |
| Эстония (Eesti Ekspress)               | 1          |
| Euro Digital Songs (Billboard)         | 1          |
| Финляндия (Suomen virallinen lista)    | 1          |
| Франция (SNEP)                         | 1          |
| Германия (GfK)                         | 1          |
| Греция (IFPI)                          | 2          |
| Венгрия (Rádiós Top 40)                | 1          |
| Венгрия (Single Top 40)                | 1          |
| Венгрия (Stream Top 40)                | 1          |
| Исландия (Tonlist)                     | 1          |
| Ирландия (IRMA)                        | 1          |
| Израиль (Media Forest)                 | 1          |
| Италия (FIMI)                          | 1          |
| Япония Hot Overseas (Billboard Japan)  | 14         |
| Латвия (LAIPA)                         | 1          |
| Литва (AGATA)                          | 1          |
| Ливан (Lebanese Top 20)                | 15         |
| Люксембург Digital Songs (Billboard)   | 1          |
| Малайзия (RIM)                         | 2          |
| Mexico Ingles Airplay (Billboard)      | 1          |
| Нидерланды (Dutch Top 40)              | 1          |
| Нидерланды (Single Top 100)            | 1          |
| Новая Зеландия (Recorded Music NZ)     | 1          |
| Норвегия (VG-lista)                    | 1          |
| Польша (Polish Airplay Top 100)        | 1          |
| Португалия (AFP)                       | 2          |
| Румыния (Airplay 100)                  | 2          |
| Шотландия (OCC Scotland)               | 1          |
| Сингапур (RIAS)                        | 3          |
| Словакия (Rádio — Top 100)             | 1          |
| Словакия (Singles Digitál Top 100)     | 1          |
| Словения (SloTop50)                    | 2          |
| Испания (PROMUSICAE)                   | 7          |
| Швеция (Sverigetopplistan)             | 1          |
| Швейцария (Schweizer Hitparade)        | 1          |
| Великобритания (OCC UK Singles)        | 1          |
| США Billboard Hot 100                  | 4          |
| США Adult Top 40 (Billboard)           | 25         |
| США Alternative Songs (Billboard)      | 18         |
| США Dance/Mix Show Airplay (Billboard) | 40         |
| США Mainstream Top 40 (Billboard)      | 19         |
| США Rolling Stone Top 100              | 16         |

## Сертификации
| Регион | Сертификация  | Продажи   |
| --- | ------------- | --------- |
| Австралия (ARIA) | 6× Платиновый | 420 000   |
| Австрия (IFPI Austria) | Платиновый    | 30 000    |
| Бельгия (BEA) | Платиновый    | 40 000    |
| Бразилия (ABPD) | Платиновый    | 40 000    |
| Канада (Music Canada) | Платиновый    | 80 000    |
| Дания (IFPI Danmark) | Платиновый    | 90 000    |
| Франция (SNEP) | Платиновый    | 200 000   |
| Германия (BVMI) | Платиновый    | 400 000   |
| Италия (FIMI) | 2× Платиновый | 100 000   |
| Нидерланды (NVPI) | 2× Платиновый | 160 000   |
| Новая Зеландия (RMNZ) | 5× Платиновый | 150 000   |
| Португалия (AFP) | Золотой       | 5,000     |
| Испания (PROMUSICAE) | Золотой       | 20 000    |
| Швейцария (IFPI Switzerland) | 2× Платиновый | 40 000    |
| Великобритания (BPI) | 6× Платиновый | 3 600 000 |
| * Данные о продажах приведены только на основе сертификации. · ^ Данные о тиражах приведены только на основе сертификации. · Данные о продажах + прослушиваниях приведены только на основе сертификации. |               |           |

## История релиза
| Регион    | Дата        | Формат                        | Лейбл     |
| --------- | ----------- | ----------------------------- | --------- |
| Австралия | 10 мая 2019 | Стриминг цифровая дистрибуция | Bad Batch |